# Die Zeitungsjungen
Die Zeitungsjungen (Originaltitel: Newsies, Alternativtitel: Newsies – Die Zeitungsjungen) ist ein Filmmusical der Walt Disney Company aus dem Jahr 1992 unter der Regie von Kenny Ortega. In den Hauptrollen sind Christian Bale, David Moscow, Bill Pullman, Robert Duvall und Ann-Margret zu sehen. Der Film basiert auf dem Streik der New Yorker Zeitungsjungen von 1899 und beinhaltet Musik von Alan Menken.

## Handlung
Im Jahr 1899 kämpft eine Gruppe von Zeitungsjungen, die auf den Straßen New Yorks Zeitungen verkaufen, ums Überleben. Ihr geringer Lohn reicht kaum zum Kaufen von Nahrung oder für eine feste Bleibe. Ihr unbestreitbarer Anführer ist der 17-jährige Jack Kelly, der ebenso wie meisten anderen Zeitungsjungen ein Waisenjunge ist. Als David Jacobs und sein jüngerer Bruder Les zu der Gruppe stoßen, erkennt Jack schnell, wie intelligent David ist und dass der kleine Les mit seiner Niedlichkeit sehr erfolgreich im Verkaufen von Zeitungen ist. Im Gegensatz zu den anderen Zeitungsjungen sind die beiden Brüder keine Waisen, sondern versuchen ihre Familie zu unterstützen, da ihr Vater nach einer Verletzung seinen Job in einer Fabrik verloren hat. Als Jack von den beiden Brüdern zum Essen bei deren Familie eingeladen wird, lernt er dort deren Schwester Sarah kennen, in die er sich gleich verliebt.
Als der Herausgeber der New York World, Joseph Pulitzer, die Preise erhöht, die die Zeitungsjungen vor dem Weiterverkauf für die Zeitungen zahlen müssen und deren Verdienst noch weiter schrumpft, rufen Jack und David die anderen Zeitungsjungen zum Streik auf. Als Bryan Denton, der für eine konkurrierende Zeitung schreibt, davon erfährt, beginnt er, sich für die Geschichte zu interessieren und über den Streik und die Nöte der Zeitungsjungen zu berichten. Zunächst sieht es aus, als könnten die Zeitungsjungen etwas ändern, aber als die Ordnungshüter mit ganzer Macht zuschlagen und Denton auch noch New York verlassen soll, scheint die Lage aussichtslos.
Als Jack schließlich im Gefängnis landet, bietet Pulitzer ihm einen Deal an: er kann seine Gefängnisstrafe aufheben, wenn er als Streikbrecher dafür sorgt, dass der Streik endet. Zunächst lehnt Jack ab, aber als Pulitzer damit droht, die anderen Zeitungsjungen auch alle inhaftieren zu lassen, stimmt er schließlich zu. Als die anderen Zeitungsjungen davon erfahren, sind sie sehr enttäuscht von Jack. Doch als die Jacobs-Brüder in Gefahr geraten, hilft Jack ihnen, ohne zu zögern, obwohl ihm bewusst ist, dass er damit seine Absprache mit Pulitzer bricht. Doch als die Zeitungsjungen von Denton erfahren, dass ihr Streik kaum die öffentliche Meinung geändert hat, da viele Einwohner von den niedrigen Preisen der Kinderarbeit profitieren und Pulitzer erreicht hat, dass die Zeitungen nicht darüber berichten, verlieren sie jede Hoffnung.
Als letzten Versuch, den verzweifelten Zeitungsjungen zu helfen, zeigt Denton seine Berichte dem Gouverneur Theodore Roosevelt. Dieser ist empört und schließlich bekommen die streikenden Zeitungsjungen Unterstützung von anderen Kindern, die arbeiten müssen. Gemeinsam gelingt es ihnen, die Wirtschaft der Stadt lahmzulegen und schließlich lässt sich auch Pulitzer umstimmen und lenkt ein. Jack will endlich einen alten Traum verwirklichen und New York verlassen, doch er kehrt schließlich um, weil ihm bewusst ist, dass er Sarah zu sehr liebt, um sie zu verlassen. Und so feiern alle Zeitungsjungen gemeinsam ihren Erfolg.

## Historischer Bezug
Der tatsächliche Streik der New Yorker Zeitungsjungen von 1899 ging vom 20. Juli bis zum 2. August. Der Anführer des Streiks war ein einäugiger, junger Mann namens Louis Balletti, der „Kid Blink“ genannt wurde. Im Film ist eine Nebenrolle nach ihm benannt. Er und ein anderer damaliger Zeitungsjunge namens Morris Cohen lieferten die Inspiration für die fiktionale Rolle des Jack Kelly. In der Realität endete der damalige Streik mit dem Kompromiss, dass die unverkauften Exemplare der Zeitungen wieder zurückgekauft wurden, so dass die Zeitungsjungen diesen Verlust nicht mehr selbst tragen mussten.

## Produktion
Alan Menken wollte auch bei diesem Film wieder mit Howard Ashman zusammenarbeitete, der bereits für viele Filme die Texte zu Menkens Musik geschrieben hatte. Da Ashman jedoch an HIV erkrankt war und sich sein Zustand immer weiter verschlechterte, sprang stattdessen der Textdichter Jack Feldman ein.

## Musiktitel
1. Newsies Prolog
2. Carrying the Banner
3. Santa Fe
4. My Lovey-Dovey Baby
5. Fightin’ Irish: Strike Action
6. The World Will Know
7. Escape from Snyder
8. Seize the Day
9. King of New York
10. High Times, Hard Times
11. Seize the Day (Choral)
12. Santa Fe (Reprise)
13. Rooftop
14. Once and for All
15. The World Will Know (Finale)
16. Carrying the Banner (Finale)

## Synchronisation
| Rolle           | Darsteller     | Synchronsprecher  |
| --------------- | -------------- | ----------------- |
| Jack Kelly      | Christian Bale | Philipp Moog      |
| David Jacobs    | David Moscow   | Manou Lubowski    |
| Les Jacobs      | Luke Edwards   | Johnny Hierl      |
| Boots           | Arvie Lowe Jr. | Silvio Liberatore |
| Bryan Denton    | Bill Pullman   | Walter von Hauff  |
| Joseph Pulitzer | Robert Duvall  | Erik Schumann     |
| Weasel          | Michael Lerner | Manfred Erdmann   |
| Snyder          | Kevin Tighe    | Gernot Duda       |
| Seitz           | Charles Cioffi | Norbert Gastell   |
| Kloppman        | Marc Lawrence  | Til Kiwe          |

## Bühnen-Adaption
Im Jahr 2011 feierte unter dem Titel Newsies eine Bühnenfassung des Films Premiere. Das Bühnen-Musical lief von 2012 bis 2014 am New Yorker Broadway und ging danach auf US-weite Tournee. In der Bühnenfassung fehlen einige Musiktitel aus dem Film, jedoch hat Alan Menken zusätzliche Titel geschrieben, die nur in der Bühnenfassung genutzt werden. Das Buch zur Bühnenfassung stammt von Harvey Fierstein.